# Centropa
A Centropa egy modern technológiákat használó közép-európai kutatással foglalkozó közhasznú nemzetközi szervezet. Legfőbb tagjai a Centropa USA, a Centropa Ausztria, Centropa Németország és a Centropa Magyarország.

## XX.-XXI. század
A XX. század lezárultával a Centropa létrehozását jellemzően közép- (és kelet) európai zsidó családi történetek és dokumentumok kutatásának XXI. századi továbbterjesztésének célja hozta létre. Ugyanakkor tevékenységének egy nagyon nagy része ma már a legáltalánosabb módon ragadja meg a toleranciára oktatás módszereit, ingyenesen (olykor szabad licenccel is) elérhető programok, tananyagok létrehozását segíti.

## A Centropa Magyarország projektjei

### Tanárképző szemináriumsorozat
A Centropa egyik nagy hagyományú projektje az a szemináriumsorozat, melyet az országot járva adnak a tanároknak. Az utóbbi években főleg a keleti országrészben, például Szegeden és Debrecenben tartottak ilyen szemináriumot.

### Közös Nevező

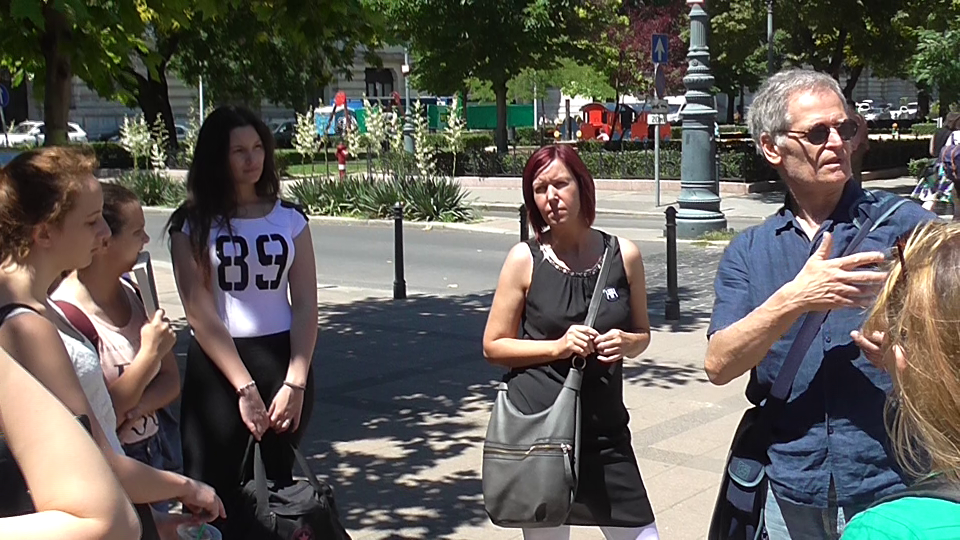
Az Eleven Emlékmű gondolatébresztő előadását hallgatják a Közös Nevező program keretében pécsi, tehetséggondozó programban részt vevő tizenévesek

A Centropa Magyarország egyik új projektje a közoktatást segítő Közös Nevező integrációs program. Ebben a programban földrajzi, kulturális és szempontokból jellegzetesen eltérő iskolák tanulói tolerancia programokban vesznek részt és alkotnak közösen.